# تی‌بی ۱۹۱
تی‌بی ۱۹۱ (به انگلیسی: TB 191) یک کشتی است که طول آن ۶۷ فوت (۲۰ متر) می‌باشد. این کشتی در سال ۱۸۸۳ ساخته شد.